# Пехотный взвод

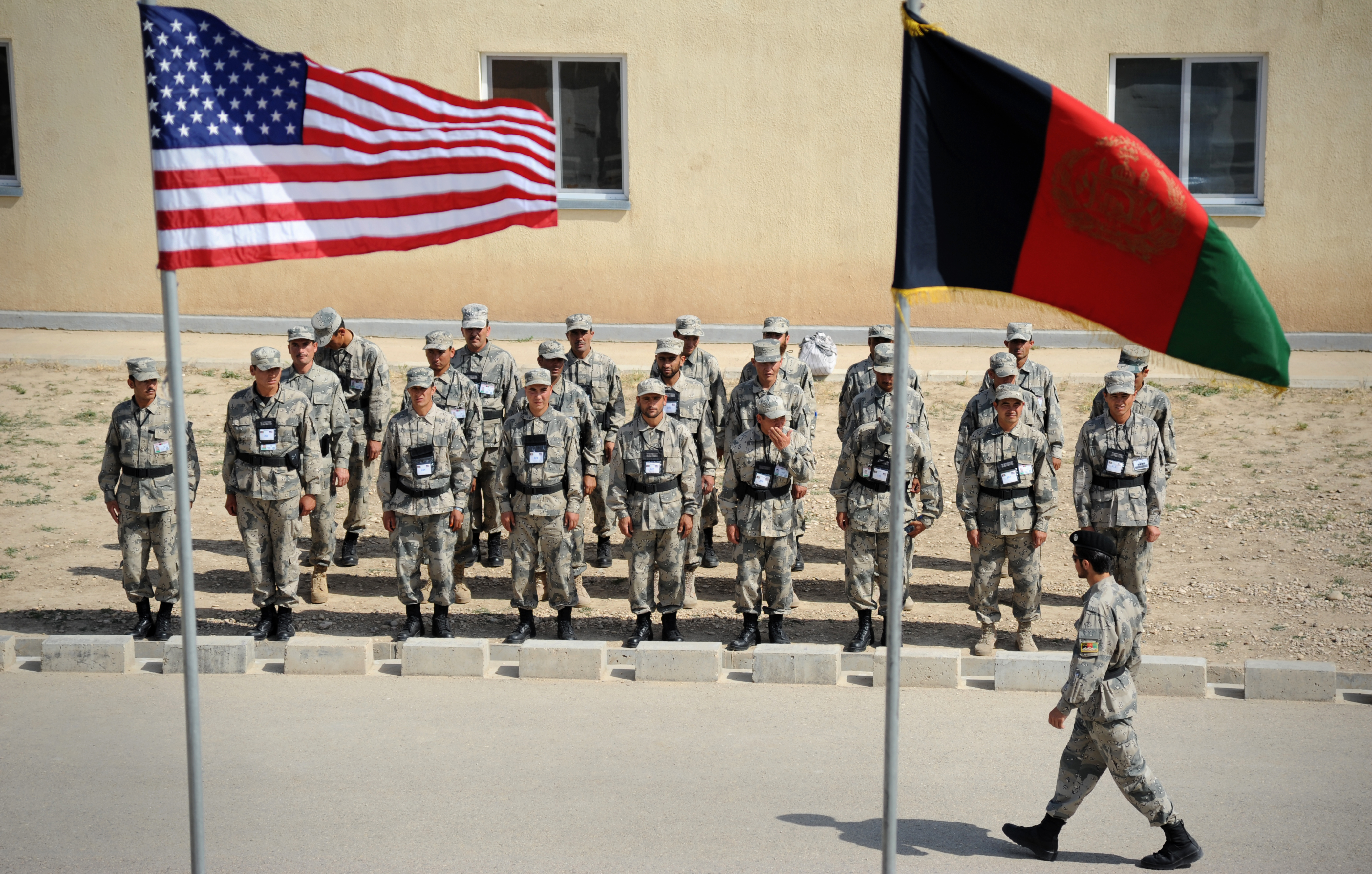
Взвод пограничной охраны Афганистана (Афганистан)

Пехотный взвод (стрелковый взвод) — первичное тактическое подразделение пехоты (стрелков); современный пехотный (стрелковый) взвод состоит из 30—40 солдат. 
Пехотный взвод — наименьшее подразделение, которое может быть построено в глубину и потому в состоянии осуществлять манёвр своими составными частями (пехотными отделениями, в начале XX века также звеньями). С другой стороны, пехотный взвод — наибольшее подразделение, командир которого в состоянии лично вести своих подчинённых в бой и непосредственно управлять их действиями.

## История
Военные историки используют пехотный взвод для изучения сравнительной эволюции подготовки солдат и тактики из-за его длительной истории (в современном смысле пехотный взвод распространился с самого начала XX века). Структура и вооружение стрелкового взвода относительно слабо изменились с Первой мировой войны, и даже тактики применения стрелкового взвода по-прежнему схожи.
Сам термин гораздо старше современного понятия: «взвод» (англ. platoon) обозначал небольшое подразделение мушкетёров ещё в XVII веке, тогда же существовал и соответствующий глагол, обозначавший стрельбу залпом. Русское слово происходит от глагола «взводить» и зафиксировано уже в начале 1770-х годов, параллельно с термином «плутонг» (употребление этого заимствования прекратилось в начале XIX века). Взводы как организационное подразделение сохранялись в армиях с тех пор, но своё значение независимого — и критического для успеха — подразделения взвод приобрёл в годы Первой мировой войны. До этого пехотная тактика основывалась на ротах численностью примерно в 100 человек (во время Первой мировой войны численность роты достигала 250 человек), а взводы играли вспомогательную роль для вывод группы солдат на линию огня и управления огнём, не всегда входили в иерархию формирований — например, в немецкой армии до XX века нем. Züge («колонны») не имели постоянного характера и формировались на утренней поверке. Постепенно взводы оформились в самостоятельные единицы и получили, начиная с немецкой армии, постоянных командиров, обычно младших офицеров, а в случае их нехватки — унтер-офицеров; французская армия даже ввела в 1913 году специальное звание для унтер-офицера, командующего взводом (фр. section) — fr:adjudant-chef.
Новообретённая плотность огня, с которой столкнулись армии, воюющие на Западном фронте привела к переходу от атакующих ротных цепей к взводной организации между 1915 и 1917 годами. Уже в 1916 году французское руководство командира пехотного взвода (фр. Manuel du chef de section d'infanterie) описывало новую тактику и организацию огня и подчеркивало, что взвод (а не рота) является «элементарной ячейкой батальона». К январю 1917 года идеи были скопированы германской армией в нем. Ausbildungsvorschrift für die Fußtruppen im Kriege, а к февралю того же года — британской (англ. Instructions for  training of infantry platoon for offensive action). На начальном этапе отделения разделялись по типам оружия (стрелки, гранатомётчики, пулемётчики и пр.). Хотя система организации взвода «по-французски» (два отделения ручных пулемётов Льюиса и два стрелковых), давала возможность независимого манёвра для отделений, даже в 1918 году военные теоретики не ожидали таких манёвров. Английская армия ввела «французские» взводы в 1918 году по инициативе А. Макса.
С распространением автоматического оружия французская армия в 1920—1930-х перешла к построениям взвода на поле боя — как в обороне, так и в атаке — где военнослужащие отделения располагались поблизости один от другого, но сами отделения были разделены значительными расстояниями, перекрытыми огнём автоматов и ручных пулемётов. Японские взводы перед второй мировой войной состояли из четырёх отделений (три организованных вокруг единственного ручного пулемёта, обычно типа 96, и одного, вооружённого 50-мм гранатомётами типа 89), командовал взводом младший лейтенант, которому помогал уникальный для японской армии сержант связи. При атаке два отделения взвода прижимали противника огнём к земле, а третье обходило с фланга; гранатомётчики предоставляли командиру взвода «оружие главного удара» (нем. Schwerpunktwaffe).
Опыт американской армии во второй мировой войне включил выводы о невозможности на поле боя руководить более чем десятью солдатами, что привело к уменьшению размера отделения (с 12 человек) и невозможности вести огонь и маневрировать внутри отделения, манёвр должен производиться как минимум при взаимодействии двух отделений.    
Несмотря на изменения в военной технологии изобретённый в начале XX века пехотный взвод сохраняется в армиях мира в узнаваемом виде, а тактика на уровне взвода продолжает занимать центральное место в бою, в начале XXI века. Как сказал С. Л. А. Маршалл, именно «взводы решают судьбу армий».

## Состав

### США
Армия США в 1980-х годах использовала несколько типов пехотных взводов, слегка отличающихся по численности (американская традиция, кроме отделений, выделяет отдельно «штаб» из 4-7 человек):
- легкой пехоты (англ. light infantry). По штату 34 человека в трёх отделениях, возможно формирование ослабленного взвода, вплоть до 12 человек с одним отделением;
- воздушно-десантный (англ. airborne infantry). По штату 39 человек в четырёх отделениях (одно специализированное «оружейное», англ. weapons squad). По штату 34 человека, но возможно формирование из 17 человек в двух отделениях, одно оружейное;
- рейнджеров (англ. ranger infantry). По штату 41 человек в четырёх отделениях (одно оружейное), но возможно формирование из 16 человек в двух отделениях, одно оружейное.

В начале XXI века выделялись четыре типа пехотных рот: пехота, тяжёлая пехота, рейнджеры и пехота на боевых машинах «Страйкер»; первые два типа по-прежнему напоминали пехоту 1940-х годов.